# راف وريدي شو
راف وريدي شو (بالإنجليزية: The Ruff and Reddy Show)‏ هو مسلسل رسوم متحركة من إنتاج هانا-باربيرا تم بثه على شبكة إن بي سي في عام 1957 . ويعتبر واحدة من أقدم الرسوم المتحركة ضمن فقرة برامج الكرتون السبت صباحاً ، وأول مسلسل كرتوني من إنتاج هانا باربيرا.
تدور قصة مسلسل الكارتون هذا حول قطة ذكي وحازم اسمه "راف" مع صديقه كلب شجاع ولطيف اسمه "ريدي".

## روابط خارجية
- راف وريدي شو على موقع IMDb (الإنجليزية)
- راف وريدي شو على موقع كينوبويسك (الروسية)
- راف وريدي شو على موقع قاعدة بيانات الفيلم (الإنجليزية)